# Dofí de franja blanca
El dofí de franja blanca (Lagenorhynchus cruciger) és un petit dofí que viu aigües antàrtiques i subantàrtiques.
Històricament, aquest dofí només ha estat vist rarament. Quoy i Galmar el descrigueren originalment a partir d'un dibuix realitzat a l'oceà Pacífic sud el 1820. És l'únic cetaci que ha estat àmpliament acceptat únicament a partir de testimonis visuals. De fet, el 1960, tot i que ja es feia caça de balenes a l'oceà Antàrtic des de feia dècades, els científics només n'havien pogut observar tres exemplars. Fins i tot avui en dia només se n'han estudiat sis exemplars complets i catorze de parcials.